# Das rote Flugzeug
Das rote Flugzeug, im englischsprachigen Original Wings Above the Diamantina, in einer Ausgabe für den britischen Markt 1937 Winged mystery und in einer US-amerikanischen Ausgabe Wings above the Clayplan, ist ein 1936 erschienener Kriminalroman des australischen Schriftstellers Arthur W. Upfield. Aufgrund der Erzähldichte wird das Werk als eines der stärksten von Arthur W. Upfield bewertet.

## Hintergrund
Wings Above the Diamantina ist der dritte Roman einer umfangreichen Serie, in der Arthur W. Upfield den von ihm erdachten Kriminal-Inspektor Napoleon Bonaparte, „Bony“, ermitteln lässt, und der siebte Roman, den Arthur W. Upfield veröffentlichte.

## Personen

### Ermittler
„Bony“, Ermittler der Queensland Police (heute: Queensland Police Service), ermittelt diesmal nicht verdeckt und getarnt als Wanderarbeiter, sondern ganz offen als Polizist im Gebiet einiger großer Rinderzuchtstationen im Umfeld der Ortschaft Golden Dawn. Hier befindet sich auch eine Polizeistation, die mit Sergeant Cox und Constable Lovitt besetzt ist. Sergeant Cox würde liebend gern aus der Einöde von Golden Dawn versetzt werden, auch um die Bildungschancen für seinen fünfzehnjährigen Sohn, Jack, zu erhöhen. Arthur W. Upfield lässt auch in diesem Roman wieder den Freund von Bony, Häuptling Illawilli, auftreten.

### Die anderen
Der verwitwete John Nettlefold, Esq., und Justice of the Peace, lebt mit seiner Tochter Elizabeth und einer langjährigen Haushälterin auf der Rinder-Station Coolibah in einer extrem dünn besiedelten Gegend. Head stockman ist Ted Sharp, dem eine Reihe von Mitarbeitern unterstehen, darunter Shuteye und Bill Sikes, beide Aborigines.
Etwa 50 km nordwestlich von Coolibah wohnt der nächste Nachbar von Nettlefold, John Kane, und betreibt dort die Rinder-Station Tintanoo. Im Süden grenzt Coolibah an die Rinder-Station Macedon.
Im nächstgelegenen Ort, Golden Dawn, findet eine Flugshow mit zwei Flugzeugen statt, deren Chef ist Captain Loveacre. Dort wohnt auch der einzige Arzt in weitem Umkreis, Dr. Knowles. Er kommt aus Sussex, war während des Ersten Weltkriegs Pilot im Australian Flying Corps und besitzt nun als Einziger in Golden Dawn ein eigenes Flugzeug. Er kann aber nur fliegen, wenn er in erheblichem Maß getrunken hat.

## Handlung

### Kontext
Die Handlung spielt in der ersten Hälfte der 1930er Jahre im äußersten Westen von Queensland. Der Roman ist damit einer von nur dreien der Reihe, in der Inspektor „Bony“ in seinem Heimatstaat ermittelt. Das Gebiet wird in nord-südlicher Richtung von dem „Fluss“ Diamantina durchquert, eine trockene 20 km breite Senke, die nur bei starken Regenfällen, dann aber in großer Menge Wasser führt. Die Rinder-Stationen entlang des Diamantina sind durch eine private Telefonleitung miteinander verbunden, die den Anliegern auch dazu dient, sich gegenseitig zu warnen, wenn eine solche Flutwelle naht.
Durch das Gebiet verläuft als Ost-West-Achse eine Piste. Vom östlich gelegenen St Albans (vermutlich fiktiv) bis zu der fiktiven Ortschaft Golden Dawn sind es 120 km und weiter nach Yaraka noch einmal 170 km. Dort besteht Eisenbahnanschluss Richtung Brisbane. Parallel dazu verläuft eine staatliche Telefonleitung. Eine Piste und eine Telefonleitung zweigen für Coolibah nach Süden ab, bevor die „Straße“ Richtung St Albans den Diamantina quert. Der Sitz des Inhabers der Rinderstation von Tintanoo liegt nach dem Übergang über den Diamantina unmittelbar nördlich der Piste. Später folgt noch das einsam gelegene Hotel von Gurner.
In der nur von wenigen Menschen besiedelten Ortschaft Golden Dawn gibt es eine rudimentäre Infrastruktur, eine Polizeistation, einen Laden, einen Metzger, hier wohnt der Arzt, Dr. Knowles, und eine Post, in der sich auch die Telefonvermittlung befindet, die tagsüber in den Händen von Berle Saunders liegt, nachts übernimmt ihr Bruder diese Aufgabe.

### Der Kriminalfall
Arthur W. Upfield entwickelt die Geschichte zunächst ohne seinen Ermittler „Bony“: Eines der beiden Flugzeuge von Captain Loveacre wird nachts gestohlen. Es handelt sich um einen kleinen, offenen Zweisitzer, vorne ein Sitz für den Fluggast, dahinter der Sitz für den Piloten. Das Flugzeug wird kurz darauf von John Nettlefold und seiner Tochter Elizabeth entdeckt. Es steht auf dem ausgetrockneten Emu Lake, völlig unversehrt. Im Sitz für den Fluggast finden sie eine unbekannte Frau, vom Piloten gibt es keine Spur. Die Unbekannte ist komplett paralysiert, kann keine Muskeln bewegen und nicht sprechen. Später stellt sich heraus, dass sie Murial Markham heißt. Sie nehmen sie mit nach Coolibah, wo Elizabeth sich um sie kümmert, ohne dass sich der Zustand der Unbekannten irgendwie ändert. Elizabeth hat nun endlich eine Aufgabe, denn sie langweilt sich maßlos auf der einsamen Rinder-Station und liest sogar Krimis! Dr. Knowles wird herbeigerufen, kann aber auch nichts bewirken. Es kommt zu einem Giftanschlag auf die Unbekannte. Das führt dazu, dass Bony herbeigerufen wird.
Bony steht nun vor der Aufgabe, das Leben der Unbekannten zu schützen, indem er möglichst schnell die hinter ihrem Erscheinen verborgene Geschichte aufklärt, um sie vor weiteren Angriffen des Täters zu schützen und herauszufinden, was die Lähmung verursacht hat, denn das Opfer wird zunehmend schwächer. Wings Above the Diamantina ist so einer der wenigen Kriminalromane der Gattung „Krimi ohne Leiche“.

### Nebenhandlungen
Wie schon in den vorangegangenen beiden Romanen, muss Bony bei einem Liebespaar etwas nachhelfen, damit es zusammenfindet. Außerdem setzt er sich zum Abschluss mit Vehemenz bei seinem Vorgesetzten, Colonel Spendor, dafür ein, dass Sergeant Cox, dessen Arbeit ihm bei seinen Ermittlungen sehr geholfen hat, endlich in eine etwas wirtlichere Gegend versetzt wird. Dabei wird er von Mrs. Spendor unterstützt, die Bony gegen ihren polternden Gatten unterstützt. Der bemerkt abschließend zu Bony:

My worst policeman, my best detective.

„Mein schlechtester Polizist, mein bester Ermittler.“

## Konstruktion
Obwohl auch in diesem Roman Elemente aus der Kultur der Aborigines handlungstragend sind, nimmt das sehr viel weniger Raum ein, als in den vorangegangenen Bony-Romanen. In Das rote Flugzeug beschränken sich diese Elemente darauf, wie Spuren vermieden werden, das Spurenlesen im Busch und den Auftritt von Illawilli. Auch das spannende Rennen gegen die Naturgewalten, ein Element, das Arthur W. Upfield schon in den beiden ersten Romanen eingebracht hat, wird nicht mehr ganz so breit dargestellt. Diesmal gerät Bony mit seinen Helfern in die in das Flussbett herabschießenden Wassermassen des Diamantina. Schon zuvor wird eine Sandwolke beschrieben, die sich – fast ohne Wind – über die Landschaft legt, eine Erfahrung, die Arthur W: Upfield als Kamelführer selbst einmal gemacht hat.
Der Antagonismus zwischen der Kultur der Aborigines und der europäischen Kultur spielt – im Gegensatz zu den vorangegangenen Romanen – in Das rote Flugzeug kaum eine Rolle. In einigen kurzen Passagen äußern sich Protagonisten aber zum Verhältnis der „Mischlinge“ zur europäischstämmigen Mehrheitsbevölkerung.

## Ausgaben
Soweit nicht anders angegeben, stammen die Angaben zu den englischsprachigen Ausgaben aus dem Katalog der Australischen Nationalbibliothek.
- Erstausgabe: Wings Above the Diamantina. Angus & Robertson, Sydney 1936.
- Weitere englischsprachige Ausgaben:
  - Penguin, Baltimore, MD, 1965
  - Heinemann, London 1972, ISBN 0-434-81149-1.
  - Pan Books,[Anm. 5] London 1972, ISBN 0-330-23418-8.
  - Angus & Robertson, North Ryde, N.S.W., 1985
  - Macmillan, New York, NY, 1986, ISBN 0-02-025970-0.
  - ETT Imprint, Exile Bay, NSW, 2017
  - ETT Imprint, Royal Exchange, NSW, 2020 (E-Book)
- Englischsprachige Ausgabe für Großbritannien unter dem Titel
  - Winged mystery. J. Hamilton, London 1937
- US-amerikanische Ausgaben unter dem Titel Wings above the clayplan
  - Doubleday, Doran & Co., Garden City, NY, 1943
- Deutschsprachige Ausgaben[17] unter dem Titel Das rote Flugzeug
  - Goldmann, München 1991, ISBN 978-3-442-05158-8.
  - ETT Imprint, La Vergne 2023 (E-Book)[18]